# Oecetis kinyras
Oecetis kinyras là một loài Trichoptera trong họ Leptoceridae. Chúng phân bố ở vùng Indomalaya.